# Marcelovské piesky
Marcelovské piesky este o arie protejată (arie specială de conservare — SAC, sit de importanță comunitară — SCI) din Slovacia întinsă pe o suprafață de 43,89 ha, integral pe uscat.

## Localizare
Centrul sitului Marcelovské piesky este situat la coordonatele 47°46′39″N 18°19′10″E / 47.7775°N 18.319444°E.

## Înființare
Situl Marcelovské piesky a fost declarat sit de importanță comunitară în aprilie 2004 pentru a proteja 1 specie de animale. Situl a fost protejat și ca arie specială de conservare în martie 2004.

## Biodiversitate
Situată în ecoregiunea panonică, aria protejată conține 2 habitate naturale: Stepe panonice nisipoase, Pajiști calcaroase din nisipuri xerice.
La baza desemnării sitului se află o specie protejată de  nevertebrate: Carabus hungaricus.
Pe lângă speciile protejate, pe teritoriul sitului au mai fost identificate 2 specii de mamifere, 1 specie de reptile.